# Васс, Евсевий, Евтихий и Василид
Васс, Евсевий, Евтихий и Василид — раннехристианские святые и мученики, пострадавшие в начале IV столетия во время гонения на христиан римского императора Диоклетиана. Входят в число Никомидийских мучеников.
Родились мученики в Римской империи. Богатые и знатные императорские сановники, члены синклита, были придворными императора Диоклетиана. Будучи свидетелями страдания священномученика Феопемпта, епископа Никомидийского, уверовали во Христа, крестились, отказались от царских наград и объявили себя христианами.
За это были подвергнуты мучениям и преданы смерти. Вместе с ними пострадали пятеро их рабов. «Васс был закопан по грудь в землю и умер от ран. Евсевий был повешен вниз головой и рассечён на части. Евтихий был растянут между столбами и четвертован, а Василиду разрезали чрево ножом. ».
Память — 20 января (2 февраля по старому стилю).